# Mamadou Mahmoud N'Dongo
 (janvier 2024).
La mise en forme du texte ne suit pas les recommandations de Wikipédia : il faut le « wikifier ».
Les points d'amélioration suivants sont les cas les plus fréquents. Le détail des points à revoir est peut-être précisé sur la page de discussion.
- Les titres sont pré-formatés par le logiciel. Ils ne sont ni en capitales, ni en gras.
- Le texte ne doit pas être écrit en capitales (les noms de famille non plus), ni en gras, ni en italique, ni en « petit »…
- Le gras n'est utilisé que pour surligner le titre de l'article dans l'introduction, une seule fois.
- L'italique est rarement utilisé : mots en langue étrangère, titres d'œuvres, noms de bateaux, etc.
- Les citations ne sont pas en italique mais en corps de texte normal. Elles sont entourées par des guillemets français : « et ».
- Les listes à puces sont à éviter, des paragraphes rédigés étant largement préférés. Les tableaux sont à réserver à la présentation de données structurées (résultats, etc.).
- Les appels de note de bas de page (petits chiffres en exposant, introduits par l'outil «  Source ») sont à placer entre la fin de phrase et le point final[comme ça].
- Les liens internes (vers d'autres articles de Wikipédia) sont à choisir avec parcimonie. Créez des liens vers des articles approfondissant le sujet. Les termes génériques sans rapport avec le sujet sont à éviter, ainsi que les répétitions de liens vers un même terme.
- Les liens externes sont à placer uniquement dans une section « Liens externes », à la fin de l'article. Ces liens sont à choisir avec parcimonie suivant les règles définies. Si un lien sert de source à l'article, son insertion dans le texte est à faire par les notes de bas de page.
- La présentation des références doit suivre les conventions bibliographiques. Il est recommandé d'utiliser les modèles {{Ouvrage}}, {{Chapitre}}, {{Article}}, {{Lien web}} et/ou {{Bibliographie}}. Le mode d'édition visuel peut mettre en forme automatiquement les références.
- Insérer une infobox (cadre d'informations à droite) n'est pas obligatoire pour parachever la mise en page.

Pour une aide détaillée, merci de consulter Aide:Wikification.
Si vous pensez que ces points ont été résolus, vous pouvez retirer ce bandeau et améliorer la mise en forme d'un autre article.
 (janvier 2024).
 (février 2022).
Compléments
Site officiel Mamadou Mahmoud N'Dongo
Mamadou Mahmoud N'Dongo est un écrivain, réalisateur, photographe, et dramaturge français, né le 17 octobre 1970 à Pikine au Sénégal.

## Biographie
Mamadou Mahmoud N'Dongo (prononcé Dongue) est issu de la haute noblesse peule, sa famille est apparentée en ligne directe à El Hadj Oumar Tall, fondateur au XIXe siècle de l’empire toucouleur (Sénégal, Mali, Guinée). Il a fait des études en histoire de l’art, cinéma et littérature auprès de Odette Dagan à Paris. Il a aussi étudié l’histoire de la musique au conservatoire de Drancy, et pratiqué le piano pendant dix ans auprès de Mériem Bleger. Auparavant il a étudié durant quatre années la guitare classique dans la classe de Carolyne Cannella.

## Chronologie
- 1991-1995 Cours Dagan : histoire de l'art, analyse cinématographique, littérature et écriture de scénarios. Il a écrit une vingtaine de longs et de courts métrages ainsi que des adaptations d'après Giono, Proust, Durrell... Il commence aussi une activité de critique de films, à partir de l’année 1991, puis dès 1993 de critique littéraire et musical, 2003 de critique d'art, 2005 de chronique de BD indépendante pour le webmagazine Clairdebulle[1].
- 1993-1996 : Histoire de la musique, avec Frédéric Robert, au Conservatoire de Drancy.
- 1992-2002 : Piano classique, classe de Mériem Blèger.
- 1988-1992 : Guitare classique, classe de Carolyne Cannella.
- En 1993, il commence à écrire des nouvelles. Certaines vont se retrouver dans son recueil L’histoire du fauteuil qui s’amouracha d’une âme.
- Entre 1994 et 1995 : il réalise trois courts métrages expérimentaux : Le Mangeur d'hélium, L’œil, Solo (d'après Samuel Beckett).
- En 1991, il fait un stage en vidéo, son et lumière. C'est pendant ce stage qu’il s’initie à la photographie dans l'agence Le Bar Floréal.
- 1992 : Hall, premier documentaire photographique.
- De 1994-2004 : Il travaille en tant que photographe artistique et documentariste.
- 1997 : Création de la manifestation Hémisphère Nord en partenariat avec Le Magic Cinéma de Bobigny. Cette manifestation a pour but de promouvoir des artistes dans différentes disciplines. Mai 1997 : De l'empreinte au cinématographe, mise en scène, mise en espace de l'image : peinture, cinéma. Mars 1998 : L'expression corporelle, une forme d'art la danse, trois regards : photographie, cinéma et vidéo art.
- 1997 : L'Histoire du fauteuil qui s'amouracha d'une âme, parution de son premier livre, un recueil de nouvelles.
- 1999 : L'Errance de Sidiki Bâ, parution de son premier récit.
- Janvier 2004 : Création avec Virginie Hureau de l’association Les Ateliers DONG[2].
- 2006 : Bridge Road, parution de son premier roman.
- Depuis 2006 : Mamadou Mahmoud N'Dongo est le Président du Centre Benesh[3],[4]  de l'Association française pour la diffusion de la notation du mouvement Rudolf Benesh.
- Janvier 2011 : Frédéric Mitterrand lui décerne le grade de Chevalier dans l'ordre des Arts et des Lettres.
- 2013 : écriture de pièces radiophoniques pour France Culture.
- Juillet 2013 : Territoire, écriture d'une dramaturgie commande d'Oxford Brookes University, en Angleterre.
- De mars à août 2014 : Empty, écriture de sa première pièce de théâtre, inspirée de la vie et de l’œuvre de Marina Abramović.
- 12 octobre 2017 : STATION mise en voix de Pascal Kirsch avec Juliette Bineau, Eric Caruso, Hayet Darwich, Adama Diop, Miglen Mirtchev. Production MC93 Bobigny[5].
- 20 décembre 2017 : Création du Collectif ULTRAVIOLET[6].
- Janvier 2018 : Réalisation de son film "DIFFERENT MAPS", adapté de sa pièce de théâtre éponyme.
- Avril 2018, il devient membre du jury du Prix André Malraux.
- 25 février 2019 : COLORS publication de sa monographie photographique. Les travaux présentés dans ce volume parcourent son geste photographique en couleurs et numérique sur une dizaine d’années de 2005 à 2018.
- 23 septembre 2020 : NOIRS publication de sa monographie photographique, les travaux présentés dans ce volume parcourent son geste photographique en argentique de 1992 à 2004.
- Du 19 septembre au 15 novembre 2020, rétrospective photographique au Château de Ladoucette[7].
- 23 janvier 2022 : EMPTY réalisation de Sophie-Aude Picon avec Valérie Dréville, François Loriquet, Adama Diop, et Mélodie Richard. Productions MC93 Bobigny France Culture[8].
- 21 avril 2023 : X création de la pièce à New York à la Maison française de l'Université de New York dans une mise en scène de Kourtney Rutherford, une traduction par Audrey Rogulski avec Quinn Jackson et Devin Kessler.
- Avril 2024 : Rachida Dati le nomme au grade d'officier dans l'ordre des Arts et des Lettres[9].
- 2024 Décembre : De Jaren publication de sa monographie photographique, Les travaux présentés dans ce volume parcourent son geste photographique en noir et blanc et couleurs de 2019 à 2023.

## Œuvres

### Nouvelle
- L'histoire du fauteuil qui s'amouracha d'une âme, recueil de nouvelles, L'Harmattan, 1997  (ISBN 2-7384-6116-6)
- Mood Indigo.Improvisations amoureuses, recueil de nouvelles, Gallimard, 2011[10],[11],[12]  (ISBN 9782070133451)
- Kraft. Fictions et épisodes, recueil de nouvelles, Gallimard, 2015[13],[14],[15]  (ISBN 9782070149049)

### Récit
- L'Errance de Sidiki Bâ, récit, L'Harmattan, 1999[16]  (ISBN 2738484123)
- Golda Kane, récit, Gallimard, 2016[17],[18] (ISBN 9782070177714)

### Roman
- Bridge Road, roman, Le Serpent à plumes, 2006[19]  (ISBN 2268056945), Morellini Editore, 2007  (ISBN 9788889550663) Motifs, 2009  (ISBN 978-2268067629)
- El Hadj, roman, Le Serpent à plumes, 2008[20]  (ISBN 9782268066219)
- La géométrie des variables, roman, Gallimard, 2010[21],[22],[23]  (ISBN 9782070130429), Universidad Veracruzana (Ficción), 2015[24],[25]  (ISBN 978-607-502-422-6)
- Remington, roman, Gallimard, 2012[26],[27],[28]  (ISBN 9782070137749)
- Les corps intermédiaires, roman, Gallimard, 2014[29],[30]  (ISBN 9782070143641)
- La concordance des temps, roman, Le Serpent à plumes, 2018[31],[32]  (ISBN 1035610485)
- Furia, roman, L'Harmattan, 2024[33] (ISBN 978-2-336-47503-5)

### Théâtre
- Territoire, théâtre. Oxford Brookes University, 2014[34],[35]
- Empty, théâtre. La Cheminante, 2014[36],[37] (ISBN 237127013X)
- Rosa Vermelha (Colporteur d'âmes Saison 1), pièce radiophonique France Culture, 2014[38], dans le recueil "Kraft" aux Editions Gallimard, 2015
- Guatemala (Colporteur d'âmes Saison 2), pièce radiophonique France Culture, 2015[39] dans le recueil "Kraft" aux Editions Gallimard, 2015
- Bruits blancs. Diptyque sur les attentats de Paris de novembre 2015 (Colporteur d'âmes Saison 3), pièce radiophonique France Culture, 2016[40] dans la trilogie théâtrale "Maintenant" aux Editions La Cheminante, 2018
- Different Maps, théâtre, 2016[41]
- Station, théâtre La Cheminante, 2016[42],[43],[44],[45] (ISBN 9782371270381)
- X, théâtre La Cheminante, 2017[46] (ISBN 2371270792), X en anglais aux Éditions LAD, 2024[47] (ISBN 9782487841017)
- Maintenant que je me suis habituée à ta présence, théâtre, 2017[48]
- MAINTENANT. Trilogie théâtrale. MAINTENANT QUE JE ME SUIS HABITUÉE À TA PRÉSENCE, suivi de DIFFERENT MAPS  et de BRUITS BLANCS, théâtre La Cheminante, 2018  (ISBN 9782371271166)
- Réfectoire, théâtre, 2018 [49]
- Heidi H, théâtre, 2018 [50]
- Il y a ceux qui veulent mourir un jour de pluie, théâtre, 2019[51]
- HEIDI H - RÉFECTOIRE - IL Y A CEUX QUI VEULENT MOURIR UN JOUR DE PLUIE. Trilogie théâtrale, La Sirène aux yeux verts, 2021[52]

### Texte pour des revues
- Kraft, BBF [53]
- Sous la cendres/Sotto la cernere, Libreria Dante & Descartes [54]
- Télénova, La revue Le Serpent à Plumes Récits et fictions courtes [55]
- En passant, Revue Charles - numéro 30 Spécial de Gaulle vu par 30 écrivains [56]

### Photographie
- 1993    Hall
- 1994    Autofiction(s)
- 1995    Amsterdam
- 1996    Marseille
- 1997    Périphérie extérieur
- 1998    Scènes
- 1999    Lignes
- 2000    Diptyque
- 2001    Corps
- 2002    Portraits
- 2003    Ring
- 2004    Lisbonne
- 2005    Pikine
- 2006    In the room
- 2007    Distance
- 2008    Séville
- 2009    New York
- 2010    Madrid
- 2011    Before The Rain, Stories from Seattle
- 2012    Veja Deus, sol de Porto
- 2013    Casablanca
- 2014    Florence
- 2015    Une île, c'est un morceau de terre entouré d'eau. Londres - Tokyo[57]
- 2016    MX-XM. Mexico - Xalapa[58]
- 2017    À la rencontre d'un certain Stiller. Zurich[59]
- 2018    Sous la cendre. Naples - Pompéi
- 2019   Tituba duodecimum WASP
- 2020   JOUR-14 journal d’un confinement
- 2021   Photogramme
- 2022   New York Washington Square
- 2023   Amor de DIOS… JMJ Lisboa
- 2024   Retable. Vienne - Rome - Sorrente
- 2025  Une autre terre. Venise

Monographies
- 2019    COLORS publication de sa monographie photographique, les travaux présentés dans ce volume parcourent son geste photographique en couleurs et numérique sur une dizaine d’année de 2005 à 2018. JDH éditions[60]
- 2020    NOIRS publication de sa monographie photographique, Les travaux présentés dans ce volume parcourent son geste photographique en argentique de 1992 à 2004. JDH éditions[61]
- 2024   DE JAREN publication de sa monographie photographique, Les travaux présentés dans ce volume parcourent son geste photographique en noir et blanc et couleurs de 2019 à 2023. Les Ateliers DONG éditions[62].

### Filmographie
- 1994 : Le mangeur d'hélium, fiction expérimentale, 10 min 30[63],[64]
- 1995 : Solo, fiction expérimentale, 7 min 22[65],[66]
- 1995 : L'Œil, fiction expérimentale, 20 min 44[67],[68]
- 2018 : Different Maps, fiction expérimentale, 19 min 16
- 2018 : Heidi H, fiction expérimentale, 16 min 48
- 2019 : Alors j'ai préféré la nuit, fiction expérimentale, 37 min 47
- 2022 : Rita, fiction expérimentale, 10 min 10
- 2022 : #1 ULTRAVIOLET en regards/portraits palimpsestes, trailer, 1 min 30[69]